# BKN (bloc de programmation)
Pour les articles homonymes, voir BKN.
BKN (Bohbot Kids Network) était un bloc de programmes de séries télévisées d'animation américaines distribué par Bohbot Entertainment principalement sur des stations du réseau The WB, UPN et indépendantes entre 1992 et 2009. La majorité des séries animées étaient produites par DIC Entertainment, Saban Entertainment et Sony Pictures Television.

## Liste de séries diffusées (par ordre alphabétique)
- Action Man (1995-1996)
- Les Aventures de Sonic (Adventures of Sonic the Hedgehog) (1993-1996)
- Beakman's World (en) (1992-1997)
- Les Singes de l'espace (Captain Simian & the Space Monkeys) (1996-1997)
- Double Dragon (1993-1994)
- Extrêmes Dinosaures (Extreme Dinosaurs) (1997)
- Extrême Ghostbusters (1997)
- Girlstuff/Boystuff (en) (2002-2003)
- Highlander: The Animated Series (1994-1996)
- Jumanji (1996-1999)
- Le Roi Arthur et les Chevaliers de Justice (King Arthur & the Knights of Justice) (1992-1993)
- Kong: The Animated Series (2000-2001)
- Legend of the Dragon (2006-2008)
- Lilly the Witch (2004-2007)
- The Mask: The Animated Series (1995-1997)
- Mighty Max (1993-1994)
- Monster Rancher (1999-2001)
- Mummies Alive! (en) (1997)
- Les Aventures des Pocket Dragons (Pocket Dragon Adventures) (1996-1997)
- Princesse Starla et les Joyaux magiques (Princess Gwenevere and the Jewel Riders) (1995-1996)
- Rambo: The Force of Freedom (1986)
- Roswell, la conspiration (Roswell Conspiracies: Aliens, Myths and Legends) (1999-2000)
- Starship Troopers (Roughnecks: Starship Troopers Chronicles) (1999-2000)
- Scruff (en) (2000-2003)
- Skysurfer Strike Force (en) (1996-1997)
- Sonic the Hedgehog (1993-1994)
- Sonic le Rebelle (Sonic Underground) (1999-2000)
- Starcom: The U.S. Space Force (1987)
- Street Sharks : Les Requins de la ville (Street Sharks) (1994-1995)
- Les Sentinelles de l'air (Turbocharged Thunderbirds) (1965-1966)
- Ultimate Book of Spells (en) (2001-2002)
- Ultraforce (en) (1995)
- Dork Hunters from Outer Space (2005)
- Zorro: Generation Z (2006)